# Michael Cornelis C. Coomans
Michael Cornelis C. Coomans MSF (* 5. Juni 1933 in Loon op Zand; † 6. Mai 1992) war ein niederländischer Priester und Bischof von Samarinda.

## Leben
Michael Cornelis C. Coomans trat der Ordensgemeinschaft der Missionare von der Heiligen Familie bei, legte die Profess am 7. September 1954 ab und empfing am 24. Juli 1960 die Priesterweihe. Papst Johannes Paul II. ernannte ihn am 30. November 1987 zum Bischof von Samarinda.
Der Erzbischof von Pontianak, Hieronymus Herculanus Bumbun OFMCap, weihte ihn am 14. Februar des nächsten Jahres zum Bischof; Mitkonsekratoren waren Fransiskus Xaverius Rocharjanta Prajasuta MSF, Bischof von Banjarmasin, und Francis Xavier Sudartanta Hadisumarta OCarm, Bischof von Malang.